# Muitos Capões
Muitos Capões är en kommun i Brasilien.   Den ligger i delstaten Rio Grande do Sul, i den södra delen av landet, 1 400 km söder om huvudstaden Brasília. Antalet invånare är 2 977.
I omgivningarna runt Muitos Capões växer huvudsakligen savannskog. Runt Muitos Capões är det mycket glesbefolkat, med 2 invånare per kvadratkilometer.